# Indiana Fever 2016
La stagione 2016 delle Indiana Fever fu la 17ª nella WNBA per la franchigia.
Le Indiana Fever arrivarono terze nella Eastern Conference con un record di 17-17. Nei play-off persero il primo turno con le Phoenix Mercury (1-0).

## Roster
| N° | Naz.                   | Ruolo | Sportivo         | Anno | Alt. | Peso |
| -- | ---------------------- | ----- | ---------------- | ---- | ---- | ---- |
| 2  | Stati Uniti (bandiera) | A     | Erlana Larkins   | 1986 | 185  | 92   |
| 3  | Stati Uniti (bandiera) | G     | Tiffany Mitchell | 1984 | 175  | 69   |
| 11 | Canada (bandiera)      | A     | Natalie Achonwa  | 1992 | 193  | 83   |
| 12 | Stati Uniti (bandiera) | A     | Lynetta Kizer    | 1990 | 193  | 104  |
| 14 | Stati Uniti (bandiera) | A     | Devereaux Peters | 1989 | 188  | 79   |
| 17 | Stati Uniti (bandiera) | G     | Erica Wheeler    | 1991 | 170  | 65   |
| 20 | Stati Uniti (bandiera) | G     | Briann January   | 1987 | 173  | 73   |
| 24 | Stati Uniti (bandiera) | A     | Tamika Catchings | 1979 | 185  | 76   |
| 25 | Stati Uniti (bandiera) | GA    | Marissa Coleman  | 1987 | 185  | 73   |
| 30 | Stati Uniti (bandiera) | G     | Brene Moseley    | 1993 | 170  | 54   |
| 32 | Stati Uniti (bandiera) | G     | Jeanette Pohlen  | 1989 | 183  | 78   |
| 33 | Stati Uniti (bandiera) | G     | Maggie Lucas     | 1991 | 178  | 69   |
| 42 | Stati Uniti (bandiera) | G     | Shenise Johnson  | 1990 | 180  | 78   |

## Staff tecnico
- Allenatore: Stephanie White
- Vice-allenatori: Steven Key, Gary Kloppenburg
- Preparatore atletico: Todd Champlin
- Preparatore fisico: David Williams